# Лехавим
Лехавим (ивр. להבים‎) — местный совет в Южном округе Израиля. Его площадь составляет 2 621 дунамов. Характеризуется высоким уровнем жизни.
Рядом расположен кибуц Лахав.
До основания поселения планировалось устроить на этом месте свалку.
В 2007 году открылась железнодорожная станция Лехавим-Рахат.

## Население
По данным Центрального статистического бюро Израиля, население на начало 2020 года составляло 6 415 человек.
График роста населения Лехавим: